# إشبورن-فرانكفورت 2023
إشبورن-فرانكفورت 2023 (بالألمانية: Eschborn–Frankfurt 2023)‏ هو سباق دراجات هوائية من فئة  سباق يوم واحد، وهو الموسم الثاني والستين من إشبورن-فرانكفورت، وأقيم في 1 مايو 2023 ضمن سباقات طواف العالم للدراجات 2023، وشارك فيه  129 متسابقاً ووصل إلى نهايته  99 متسابقاً.
فاز بالمركز الأول سورين كراغ أندرسن، وفاز بالمركز الثاني باتريك كونراد، وفاز بالمركز الثالث Alessandro Fedeli ‏.

## الفرق
| فرق عالمية (10)- Alpecin-Deceuninck - Bahrain Victorious - Bora-Hansgrohe - Cofidis - EF Education-EasyPost - Intermarché-Circus-Wanty - Arkéa-Samsic - Team DSM - Team Jayco AlUla - UAE Team Emirates فرق برو (9)- بنجوال باوليز ساوكس دبليو بي ‏ - برجس بي إتش 2023 ‏ - Green Project-Bardiani CSF-Faizanè - Israel-Premier Tech - Lotto Dstny - Q36.5 Pro Cycling Team ‏ - سبورت فلاندرين بالويس ‏ - TotalEnergies - أونو اكس برو سايكلنج تيم 2023 ‏ |  |
| |  |

## المشاركون
| Bora-Hansgrohe BOH | Bora-Hansgrohe BOH  | Bora-Hansgrohe BOH |
| ------------------ | ------------------- | ------------------ |
| م                  | عداء                | مرتبة              |
| 1                  | سام بينيت           | 69                 |
| 2                  | إيمانويل بوخمان     | لم يكمل السباق     |
| 3                  | ماركو هالر          | لم يكمل السباق     |
| 4                  | باتريك كونراد       | 2                  |
| 5                  | Anton Palzer ‏       | 40                 |
| 6                  | Nils Politt ‏ (طريق) | 20                 |
| 7                  | داني فان بوبيل      | 99                 |

| UAE Team Emirates UAD | UAE Team Emirates UAD | UAE Team Emirates UAD |
| --------------------- | --------------------- | --------------------- |
| م                     | عداء                  | مرتبة                 |
| 11                    | باسكال أكرمان         | 94                    |
| 12                    | ريان جيبونز           | 38                    |
| 13                    | فيليكس جروس           | لم يكمل السباق        |
| 14                    | مارك هيرشي            | 4                     |
| 15                    | ألفارو هودج           | لم يكمل السباق        |
| 16                    | ماتيو ترينتين         | لم يكمل السباق        |

| أونو-إكس موبيليتي ‏ UXT | أونو-إكس موبيليتي ‏ UXT | أونو-إكس موبيليتي ‏ UXT |
| ---------------------- | ---------------------- | ---------------------- |
| م                      | عداء                   | مرتبة                  |
| 21                     | ألكسندر كريستوف        | 12                     |
| 22                     | جوناس إبراهمسين ‏       | لم يكمل السباق         |
| 23                     | Louis Bendixen ‏        | 72                     |
| 24                     | نيكلاس لارسن           | 96                     |
| 25                     | Erik Resell ‏           | 62                     |
| 26                     | راسموس تيلر (طريق)     | 55                     |
| 27                     | Søren Wærenskjold ‏     | لم يكمل السباق         |

| Bahrain Victorious TBV | Bahrain Victorious TBV | Bahrain Victorious TBV |
| ---------------------- | ---------------------- | ---------------------- |
| م                      | عداء                   | مرتبة                  |
| 31                     | فل بوهوس               | 87                     |
| 32                     | يوكيا أراشيرو (طريق)   | 67                     |
| 33                     | Matevž Govekar ‏        | 26                     |
| 34                     | Fran Miholjević ‏       | 84                     |
| 35                     | هيرمان بيرنشتاينر      | لم يكمل السباق         |
| 36                     | Edoardo Zambanini ‏     | 46                     |
| 37                     | Sergio Tu ‏             | لم يكمل السباق         |

| Alpecin-Deceuninck ADC | Alpecin-Deceuninck ADC           | Alpecin-Deceuninck ADC |
| ---------------------- | -------------------------------- | ---------------------- |
| م                      | عداء                             | مرتبة                  |
| 41                     | جاسبر فيليبسين                   | لم يكمل السباق         |
| 42                     | يجف دي بوندت                     | 21                     |
| 43                     | سيلفان ديلير                     | 27                     |
| 44                     | سورين كراغ أندرسن                | 1                      |
| 45                     | جايسون أوسبورن                   | 95                     |
| 46                     | إدوارد بلانكايرتإدوارد بلانكايرت | لم يكمل السباق         |
| 47                     | جياني فرميش                      | لم يكمل السباق         |

| Team DSM DSM | Team DSM DSM    | Team DSM DSM   |
| ------------ | --------------- | -------------- |
| م            | عداء            | مرتبة          |
| 51           | جون ديجينكولب   | 18             |
| 52           | شون فلين ‏       | لم يكمل السباق |
| 53           | Leon Heinschke ‏ | 53             |
| 54           | Niklas Märkl ‏   | 93             |
| 55           | Lorenzo Milesi ‏ | 56             |
| 56           | Tim Naberman ‏   | لم يكمل السباق |
| 57           | Florian Stork ‏  | 73             |

| Lotto Dstny LTD | Lotto Dstny LTD  | Lotto Dstny LTD |
| --------------- | ---------------- | --------------- |
| م               | عداء             | مرتبة           |
| 61              | ارنو دي لاي      | 11              |
| 62              | Cédric Beullens ‏ | 60              |
| 63              | جاسبر دي بويست   | 54              |
| 64              | Arjen Livyns ‏    | 58              |
| 65              | ميكل شوارزمان    | 97              |
| 66              | Liam Slock ‏      | 59              |

| Team Jayco AlUla JAY | Team Jayco AlUla JAY | Team Jayco AlUla JAY |
| -------------------- | -------------------- | -------------------- |
| م                    | عداء                 | مرتبة                |
| 71                   | مايكل ماثيوز         | 14                   |
| 72                   | فيليكس إنغلهارت      | 45                   |
| 73                   | مايكل هيبورن         | 74                   |
| 74                   | لوكاس بوستلبيرغر     | 48                   |
| 75                   | Blake Quick ‏         | لم يكمل السباق       |
| 76                   | كالوم سكوتسون        | 50                   |
| 77                   | كامبل ستيوارت        | 75                   |

| Cofidis COF | Cofidis COF       | Cofidis COF    |
| ----------- | ----------------- | -------------- |
| م           | عداء              | مرتبة          |
| 81          | ماكس والشيد       | 86             |
| 82          | دافيد سيمولاي     | 57             |
| 83          | سيموني كونسوني    | 19             |
| 84          | Jonathan Lastra ‏  | 43             |
| 85          | Christophe Noppe ‏ | لم يكمل السباق |
| 86          | Alexis Renard ‏    | 88             |
| 87          | Harrison Wood ‏    | 76             |

| Israel-Premier Tech IPT | Israel-Premier Tech IPT | Israel-Premier Tech IPT |
| ----------------------- | ----------------------- | ----------------------- |
| م                       | عداء                    | مرتبة                   |
| 91                      | بن هيرمانز              | 9                       |
| 92                      | إيتامار أينهورن (طريق)  | لم يكمل السباق          |
| 93                      | Omer Goldstein ‏         | لم يكمل السباق          |
| 94                      | تاج جونز ‏               | 64                      |
| 95                      | Jens Reynders ‏          | 79                      |
| 96                      | كوربين سترونغ           | 68                      |
| 97                      | ستيفن وليامز            | 8                       |

| TotalEnergies TEN | TotalEnergies TEN   | TotalEnergies TEN |
| ----------------- | ------------------- | ----------------- |
| م                 | عداء                | مرتبة             |
| 101               | إيدفالد بواسون هاغن | 30                |
| 102               | ماسيج بودنار        | لم يكمل السباق    |
| 103               | Mathieu Burgaudeau ‏ | 51                |
| 104               | Emilien Jeannière ‏  | 89                |
| 105               | لورينزو مانزين      | 66                |
| 106               | دريس فان جيستل      | 16                |

| EF Education-EasyPost EFE | EF Education-EasyPost EFE | EF Education-EasyPost EFE |
| ------------------------- | ------------------------- | ------------------------- |
| م                         | عداء                      | مرتبة                     |
| 111                       | ماريجن فان دن بيرغ        | 82                        |
| 112                       | مرحاوي قدس (طريق)         | 28                        |
| 113                       | ينس كوكلاير               | لم يكمل السباق            |
| 114                       | مارك بادون                | لم يبدأ                   |
| 115                       | Jonas Rutsch ‏             | 39                        |
| 116                       | توماس سكالي               | 98                        |
| 117                       | Georg Steinhauser ‏        | 6                         |

| Arkéa-Samsic ARK | Arkéa-Samsic ARK | Arkéa-Samsic ARK |
| ---------------- | ---------------- | ---------------- |
| م                | عداء             | مرتبة            |
| 121              | ناصر بوهاني      | لم يكمل السباق   |
| 122              | جينثي بيرمانز ‏   | 13               |
| 123              | هوغو هوفستيتر    | لم يكمل السباق   |
| 124              | Matis Louvel ‏    | 34               |
| 125              | لوران بيشون      | 44               |
| 126              | ألان ريو ‏        | لم يكمل السباق   |
| 127              | كليمنت روسو      | 23               |

| Intermarché-Circus-Wanty ICW | Intermarché-Circus-Wanty ICW | Intermarché-Circus-Wanty ICW |
| ---------------------------- | ---------------------------- | ---------------------------- |
| م                            | عداء                         | مرتبة                        |
| 131                          | Sven Erik Bystrøm ‏           | 15                           |
| 132                          | Julius Johansen ‏             | 85                           |
| 133                          | آرنه ماريت ‏                  | لم يكمل السباق               |
| 134                          | أدريان بيتي                  | 90                           |
| 135                          | Laurenz Rex ‏                 | 81                           |
| 136                          | لورينزو روتا                 | 5                            |
| 137                          | جورج تسيمارمان               | 7                            |

| بنجوال باوليز ساوكس دبليو بي ‏ BWB | بنجوال باوليز ساوكس دبليو بي ‏ BWB | بنجوال باوليز ساوكس دبليو بي ‏ BWB |
| --------------------------------- | --------------------------------- | --------------------------------- |
| م                                 | عداء                              | مرتبة                             |
| 141                               | فلوريس دي تير                     | 52                                |
| 142                               | Cériel Desal ‏                     | 80                                |
| 143                               | ألكسيس غيران                      | 35                                |
| 144                               | جوليان ميرتينز ‏                   | لم يكمل السباق                    |
| 145                               | Rémy Mertz ‏                       | 24                                |
| 146                               | Ludovic Robeet ‏                   | 92                                |
| 147                               | Guillaume Van Keirsbulck ‏         | لم يكمل السباق                    |

| Q36.5 Pro Cycling Team ‏ Q36 | Q36.5 Pro Cycling Team ‏ Q36 | Q36.5 Pro Cycling Team ‏ Q36 |
| --------------------------- | --------------------------- | --------------------------- |
| م                           | عداء                        | مرتبة                       |
| 151                         | Alessandro Fedeli ‏          | 3                           |
| 152                         | ماتيو باديلاتي              | 42                          |
| 153                         | Walter Calzoni ‏             | 37                          |
| 154                         | مارك دونوفان                | 33                          |
| 155                         | Cyrus Monk ‏                 | 91                          |
| 156                         | ماتيو موشيتي                | لم يكمل السباق              |
| 157                         | Joey Rosskopf ‏              | 31                          |

| Green Project-Bardiani CSF-Faizanè BCF | Green Project-Bardiani CSF-Faizanè BCF | Green Project-Bardiani CSF-Faizanè BCF |
| -------------------------------------- | -------------------------------------- | -------------------------------------- |
| م                                      | عداء                                   | مرتبة                                  |
| 161                                    | Filippo Fiorelli ‏                      | 17                                     |
| 162                                    | Luca Colnaghi ‏                         | 22                                     |
| 163                                    | Davide Gabburo ‏                        | 29                                     |
| 164                                    | Filippo Magli ‏                         | 47                                     |
| 165                                    | Martin Marcellusi ‏                     | 10                                     |
| 166                                    | هنوك مولوبرهان ‏                        | 36                                     |
| 167                                    | Samuele Zoccarato ‏                     | 49                                     |

| سبورت فلاندرين بالويس ‏ TFB | سبورت فلاندرين بالويس ‏ TFB | سبورت فلاندرين بالويس ‏ TFB |
| -------------------------- | -------------------------- | -------------------------- |
| م                          | عداء                       | مرتبة                      |
| 171                        | Vincent Van Hemelen ‏       | 83                         |
| 172                        | Ruben Apers ‏               | 63                         |
| 173                        | Vito Braet ‏                | 70                         |
| 174                        | Toon Clynhens ‏             | 65                         |
| 175                        | Milan Fretin ‏              | لم يكمل السباق             |
| 176                        | Jules Hesters ‏             | لم يكمل السباق             |
| 177                        | Elias Maris ‏               | 61                         |

| برجس بي إتش ‏ BBH | برجس بي إتش ‏ BBH | برجس بي إتش ‏ BBH |
| ---------------- | ---------------- | ---------------- |
| م                | عداء             | مرتبة            |
| 181              | Cyril Barthe ‏    | 78               |
| 182              | Clément Alleno ‏  | 25               |
| 183              | جيتسي بول        | 32               |
| 184              | خيسوس إيزكيرا    | 71               |
| 185              | Eric Fagúndez ‏   | 41               |
| 186              | Ángel Fuentes ‏   | 77               |
| 187              | Felipe Orts ‏     | لم يكمل السباق   |

| Bora-Hansgrohe BOH | Bora-Hansgrohe BOH  | Bora-Hansgrohe BOH |
| ------------------ | ------------------- | ------------------ |
| م                  | عداء                | مرتبة              |
| 1                  | سام بينيت           | 69                 |
| 2                  | إيمانويل بوخمان     | لم يكمل السباق     |
| 3                  | ماركو هالر          | لم يكمل السباق     |
| 4                  | باتريك كونراد       | 2                  |
| 5                  | Anton Palzer ‏       | 40                 |
| 6                  | Nils Politt ‏ (طريق) | 20                 |
| 7                  | داني فان بوبيل      | 99                 |

| UAE Team Emirates UAD | UAE Team Emirates UAD | UAE Team Emirates UAD |
| --------------------- | --------------------- | --------------------- |
| م                     | عداء                  | مرتبة                 |
| 11                    | باسكال أكرمان         | 94                    |
| 12                    | ريان جيبونز           | 38                    |
| 13                    | فيليكس جروس           | لم يكمل السباق        |
| 14                    | مارك هيرشي            | 4                     |
| 15                    | ألفارو هودج           | لم يكمل السباق        |
| 16                    | ماتيو ترينتين         | لم يكمل السباق        |

| أونو-إكس موبيليتي ‏ UXT | أونو-إكس موبيليتي ‏ UXT | أونو-إكس موبيليتي ‏ UXT |
| ---------------------- | ---------------------- | ---------------------- |
| م                      | عداء                   | مرتبة                  |
| 21                     | ألكسندر كريستوف        | 12                     |
| 22                     | جوناس إبراهمسين ‏       | لم يكمل السباق         |
| 23                     | Louis Bendixen ‏        | 72                     |
| 24                     | نيكلاس لارسن           | 96                     |
| 25                     | Erik Resell ‏           | 62                     |
| 26                     | راسموس تيلر (طريق)     | 55                     |
| 27                     | Søren Wærenskjold ‏     | لم يكمل السباق         |

| Bahrain Victorious TBV | Bahrain Victorious TBV | Bahrain Victorious TBV |
| ---------------------- | ---------------------- | ---------------------- |
| م                      | عداء                   | مرتبة                  |
| 31                     | فل بوهوس               | 87                     |
| 32                     | يوكيا أراشيرو (طريق)   | 67                     |
| 33                     | Matevž Govekar ‏        | 26                     |
| 34                     | Fran Miholjević ‏       | 84                     |
| 35                     | هيرمان بيرنشتاينر      | لم يكمل السباق         |
| 36                     | Edoardo Zambanini ‏     | 46                     |
| 37                     | Sergio Tu ‏             | لم يكمل السباق         |

| Alpecin-Deceuninck ADC | Alpecin-Deceuninck ADC           | Alpecin-Deceuninck ADC |
| ---------------------- | -------------------------------- | ---------------------- |
| م                      | عداء                             | مرتبة                  |
| 41                     | جاسبر فيليبسين                   | لم يكمل السباق         |
| 42                     | يجف دي بوندت                     | 21                     |
| 43                     | سيلفان ديلير                     | 27                     |
| 44                     | سورين كراغ أندرسن                | 1                      |
| 45                     | جايسون أوسبورن                   | 95                     |
| 46                     | إدوارد بلانكايرتإدوارد بلانكايرت | لم يكمل السباق         |
| 47                     | جياني فرميش                      | لم يكمل السباق         |

| Team DSM DSM | Team DSM DSM    | Team DSM DSM   |
| ------------ | --------------- | -------------- |
| م            | عداء            | مرتبة          |
| 51           | جون ديجينكولب   | 18             |
| 52           | شون فلين ‏       | لم يكمل السباق |
| 53           | Leon Heinschke ‏ | 53             |
| 54           | Niklas Märkl ‏   | 93             |
| 55           | Lorenzo Milesi ‏ | 56             |
| 56           | Tim Naberman ‏   | لم يكمل السباق |
| 57           | Florian Stork ‏  | 73             |

| Lotto Dstny LTD | Lotto Dstny LTD  | Lotto Dstny LTD |
| --------------- | ---------------- | --------------- |
| م               | عداء             | مرتبة           |
| 61              | ارنو دي لاي      | 11              |
| 62              | Cédric Beullens ‏ | 60              |
| 63              | جاسبر دي بويست   | 54              |
| 64              | Arjen Livyns ‏    | 58              |
| 65              | ميكل شوارزمان    | 97              |
| 66              | Liam Slock ‏      | 59              |

| Team Jayco AlUla JAY | Team Jayco AlUla JAY | Team Jayco AlUla JAY |
| -------------------- | -------------------- | -------------------- |
| م                    | عداء                 | مرتبة                |
| 71                   | مايكل ماثيوز         | 14                   |
| 72                   | فيليكس إنغلهارت      | 45                   |
| 73                   | مايكل هيبورن         | 74                   |
| 74                   | لوكاس بوستلبيرغر     | 48                   |
| 75                   | Blake Quick ‏         | لم يكمل السباق       |
| 76                   | كالوم سكوتسون        | 50                   |
| 77                   | كامبل ستيوارت        | 75                   |

| Cofidis COF | Cofidis COF       | Cofidis COF    |
| ----------- | ----------------- | -------------- |
| م           | عداء              | مرتبة          |
| 81          | ماكس والشيد       | 86             |
| 82          | دافيد سيمولاي     | 57             |
| 83          | سيموني كونسوني    | 19             |
| 84          | Jonathan Lastra ‏  | 43             |
| 85          | Christophe Noppe ‏ | لم يكمل السباق |
| 86          | Alexis Renard ‏    | 88             |
| 87          | Harrison Wood ‏    | 76             |

| Israel-Premier Tech IPT | Israel-Premier Tech IPT | Israel-Premier Tech IPT |
| ----------------------- | ----------------------- | ----------------------- |
| م                       | عداء                    | مرتبة                   |
| 91                      | بن هيرمانز              | 9                       |
| 92                      | إيتامار أينهورن (طريق)  | لم يكمل السباق          |
| 93                      | Omer Goldstein ‏         | لم يكمل السباق          |
| 94                      | تاج جونز ‏               | 64                      |
| 95                      | Jens Reynders ‏          | 79                      |
| 96                      | كوربين سترونغ           | 68                      |
| 97                      | ستيفن وليامز            | 8                       |

| TotalEnergies TEN | TotalEnergies TEN   | TotalEnergies TEN |
| ----------------- | ------------------- | ----------------- |
| م                 | عداء                | مرتبة             |
| 101               | إيدفالد بواسون هاغن | 30                |
| 102               | ماسيج بودنار        | لم يكمل السباق    |
| 103               | Mathieu Burgaudeau ‏ | 51                |
| 104               | Emilien Jeannière ‏  | 89                |
| 105               | لورينزو مانزين      | 66                |
| 106               | دريس فان جيستل      | 16                |

| EF Education-EasyPost EFE | EF Education-EasyPost EFE | EF Education-EasyPost EFE |
| ------------------------- | ------------------------- | ------------------------- |
| م                         | عداء                      | مرتبة                     |
| 111                       | ماريجن فان دن بيرغ        | 82                        |
| 112                       | مرحاوي قدس (طريق)         | 28                        |
| 113                       | ينس كوكلاير               | لم يكمل السباق            |
| 114                       | مارك بادون                | لم يبدأ                   |
| 115                       | Jonas Rutsch ‏             | 39                        |
| 116                       | توماس سكالي               | 98                        |
| 117                       | Georg Steinhauser ‏        | 6                         |

| Arkéa-Samsic ARK | Arkéa-Samsic ARK | Arkéa-Samsic ARK |
| ---------------- | ---------------- | ---------------- |
| م                | عداء             | مرتبة            |
| 121              | ناصر بوهاني      | لم يكمل السباق   |
| 122              | جينثي بيرمانز ‏   | 13               |
| 123              | هوغو هوفستيتر    | لم يكمل السباق   |
| 124              | Matis Louvel ‏    | 34               |
| 125              | لوران بيشون      | 44               |
| 126              | ألان ريو ‏        | لم يكمل السباق   |
| 127              | كليمنت روسو      | 23               |

| Intermarché-Circus-Wanty ICW | Intermarché-Circus-Wanty ICW | Intermarché-Circus-Wanty ICW |
| ---------------------------- | ---------------------------- | ---------------------------- |
| م                            | عداء                         | مرتبة                        |
| 131                          | Sven Erik Bystrøm ‏           | 15                           |
| 132                          | Julius Johansen ‏             | 85                           |
| 133                          | آرنه ماريت ‏                  | لم يكمل السباق               |
| 134                          | أدريان بيتي                  | 90                           |
| 135                          | Laurenz Rex ‏                 | 81                           |
| 136                          | لورينزو روتا                 | 5                            |
| 137                          | جورج تسيمارمان               | 7                            |

| بنجوال باوليز ساوكس دبليو بي ‏ BWB | بنجوال باوليز ساوكس دبليو بي ‏ BWB | بنجوال باوليز ساوكس دبليو بي ‏ BWB |
| --------------------------------- | --------------------------------- | --------------------------------- |
| م                                 | عداء                              | مرتبة                             |
| 141                               | فلوريس دي تير                     | 52                                |
| 142                               | Cériel Desal ‏                     | 80                                |
| 143                               | ألكسيس غيران                      | 35                                |
| 144                               | جوليان ميرتينز ‏                   | لم يكمل السباق                    |
| 145                               | Rémy Mertz ‏                       | 24                                |
| 146                               | Ludovic Robeet ‏                   | 92                                |
| 147                               | Guillaume Van Keirsbulck ‏         | لم يكمل السباق                    |

| Q36.5 Pro Cycling Team ‏ Q36 | Q36.5 Pro Cycling Team ‏ Q36 | Q36.5 Pro Cycling Team ‏ Q36 |
| --------------------------- | --------------------------- | --------------------------- |
| م                           | عداء                        | مرتبة                       |
| 151                         | Alessandro Fedeli ‏          | 3                           |
| 152                         | ماتيو باديلاتي              | 42                          |
| 153                         | Walter Calzoni ‏             | 37                          |
| 154                         | مارك دونوفان                | 33                          |
| 155                         | Cyrus Monk ‏                 | 91                          |
| 156                         | ماتيو موشيتي                | لم يكمل السباق              |
| 157                         | Joey Rosskopf ‏              | 31                          |

| Green Project-Bardiani CSF-Faizanè BCF | Green Project-Bardiani CSF-Faizanè BCF | Green Project-Bardiani CSF-Faizanè BCF |
| -------------------------------------- | -------------------------------------- | -------------------------------------- |
| م                                      | عداء                                   | مرتبة                                  |
| 161                                    | Filippo Fiorelli ‏                      | 17                                     |
| 162                                    | Luca Colnaghi ‏                         | 22                                     |
| 163                                    | Davide Gabburo ‏                        | 29                                     |
| 164                                    | Filippo Magli ‏                         | 47                                     |
| 165                                    | Martin Marcellusi ‏                     | 10                                     |
| 166                                    | هنوك مولوبرهان ‏                        | 36                                     |
| 167                                    | Samuele Zoccarato ‏                     | 49                                     |

| سبورت فلاندرين بالويس ‏ TFB | سبورت فلاندرين بالويس ‏ TFB | سبورت فلاندرين بالويس ‏ TFB |
| -------------------------- | -------------------------- | -------------------------- |
| م                          | عداء                       | مرتبة                      |
| 171                        | Vincent Van Hemelen ‏       | 83                         |
| 172                        | Ruben Apers ‏               | 63                         |
| 173                        | Vito Braet ‏                | 70                         |
| 174                        | Toon Clynhens ‏             | 65                         |
| 175                        | Milan Fretin ‏              | لم يكمل السباق             |
| 176                        | Jules Hesters ‏             | لم يكمل السباق             |
| 177                        | Elias Maris ‏               | 61                         |

| برجس بي إتش ‏ BBH | برجس بي إتش ‏ BBH | برجس بي إتش ‏ BBH |
| ---------------- | ---------------- | ---------------- |
| م                | عداء             | مرتبة            |
| 181              | Cyril Barthe ‏    | 78               |
| 182              | Clément Alleno ‏  | 25               |
| 183              | جيتسي بول        | 32               |
| 184              | خيسوس إيزكيرا    | 71               |
| 185              | Eric Fagúndez ‏   | 41               |
| 186              | Ángel Fuentes ‏   | 77               |
| 187              | Felipe Orts ‏     | لم يكمل السباق   |

## التصنيف العام النهائي
| التصنيف العام         | التصنيف العام      | التصنيف العام                      | التصنيف العام | التصنيف العام |
| العداء                | العداء             | الفريق                             | الوقت         |               |
| --------------------- | ------------------ | ---------------------------------- | ------------- | ------------- |
| 1                     | سورين كراغ أندرسن  | Alpecin-Deceuninck                 | 4 س 51 د 27 ث |               |
| 2                     | باتريك كونراد      | بورا هانسغروه                      | + 0 ث         |               |
| 3                     | Alessandro Fedeli ‏ | Q36.5 Pro Cycling Team ‏            | + 0 ث         |               |
| 4                     | مارك هيرشي         | فريق الإمارات                      | + 0 ث         |               |
| 5                     | لورينزو روتا       | Intermarché-Circus-Wanty           | + 0 ث         |               |
| 6                     | Georg Steinhauser ‏ | EF Education-EasyPost              | + 0 ث         |               |
| 7                     | جورج تسيمارمان     | Intermarché-Circus-Wanty           | + 0 ث         |               |
| 8                     | ستيفن وليامز       | Israel-Premier Tech                | + 0 ث         |               |
| 9                     | بن هيرمانز         | Israel-Premier Tech                | + 0 ث         |               |
| 10                    | Martin Marcellusi ‏ | Green Project-Bardiani CSF-Faizanè | + 3 ث         |               |
|                       |                    |                                    |               |               |
| مصدر: ProCyclingStats |                    |                                    |               |               |

## وصلات خارجية
- الموقع الرسمي
- لمحة عن سباق إشبورن-فرانكفورت 2023 على موقع  ProCyclingStats   (برو  سايكلنج  ستاتس) - إحصاءات  محترفي  الدراجات.
- إشبورن-فرانكفورت 2023 على موقع إحصائيات الدراجات الإحترافية (الإنجليزية)